# Paulo Slachevsky
Paulo Alejandro Slachevsky Chonchol (Santiago de Chile, 20 de enero de 1964), más conocido como Paulo Slachevsky, es un fotógrafo y editor de libros chileno, conocido principalmente por su obra en torno a la crítica de las violaciones de los derechos humanos en Chile durante movilizaciones sociales. Es además el fundador de LOM Ediciones.

## Biografía

### Infancia y exilio (1964-1983)
Hijo de Jorge Isaías Slachevsky Rosenzuaig, de origen judío, y de Matilde Chonchol Chait, nació en Santiago de Chile a inicios de 1964. Luego del golpe de Estado de 1973, que dio inicio a la dictadura militar de Augusto Pinochet, varios de sus familiares debieron partir al exilio. Así, a sus 11 años, sus padres decidieron hacer lo mismo, y partió con ellos a Francia donde vivió hasta los 19 años de edad.
Es en Francia donde aprendió a tomar fotografías, con la cámara de su padre, práctica que se acentuó tras tomar un breve curso de fotografía a fines de los años 1970.
En julio de 1983, luego de haber acabado su educación secundaria, fue a Chile de vacaciones, con la intención de fotografiar las protestas de la dictadura. En este viaje conoció a activistas de poblaciones y organizaciones de derechos humanos. Consiguió una credencial de fotógrafo de la revista Análisis y luego de la revista francesa Temoignage Chretien, las que le permitían acceder a las manifestaciones cierta protección. Conoció a Silvia Aguilera, dirigenta de la Agrupación de Familiares de Presos Políticos, y decidió entonces quedarse en Chile.

### Regreso en Chile y primeros trabajos (1984-1990)
Ya en Chile, durante todo el resto de los años 1980 se dedicó a fotografiar las distintas protestas en contra de la dictadura, dejando numerosos registros de esta época. Junto a los fotógrafos Claudio Pérez, Oscar Navarro, Carlos Tobar y Vincent Floor fundó la agencia Cono Sur, y posteriormente, entre 1984 y 1985, se incorporó a la Asociación de Fotógrafos Independientes (AFI). En paralelo estudió periodismo en la Universidad de Chile, carrera de la cual se lamentó más tarde por no aportarle en su carrera como fotógrafo.
En marzo de 1990, luego del triunfo de la opción «No» en el plebiscito nacional de 1989 y de Patricio Aylwin en la elección presidencial de 1989, junto a Silvia Aguilera fundó LOM Ediciones, editorial independiente dedicada fundamentalmente a ensayos sobre la memoria colectiva, los derechos humanos, y cuestionamientos a las políticas de la transición y el neoliberalismo. Al año siguiente, junto a Elizardo Aguilera editó y publicó la colección de libros de fotografías Mal de Ojo, pionera de este estilo dentro de su país.
|                                                         |
| Olla común en la Población La Victoria, agosto de 1984. |

|                                                                            |
| Represión policial durante toma de terrenos. Puente Alto, octubre de 1984. |

|                                                                          |
| Protestas contra tanquetas en Población La Victoria, septiembre de 1985. |

| |
| Manifestación en Villa Francia, Santiago, en octubre de 1985, meses después del asesinato de los hermanos Vergara Toledo, evento que conmemora el Día del joven combatiente. |

|                                               |
| Día Internacional de la Mujer, marzo de 1987. |

| |
| Huelga de hambre en contra de la pena de muerte y por la libertad de los presos políticos. Septiembre de 1987. |

| |
| Manifestación del Movimiento Contra La Tortura Sebastián Acevedo, septiembre de 1987, Plaza de Armas de Santiago. |

|                                                                          |
| Represión policial en la Plaza de Armas de Santiago, septiembre de 1987. |

### 1990-actualidad
Hasta 2001 realizó fotografía analógica. Durante muchos años se mantuvo más alejado de la fotografía, si bien a partir de 2011 retomó activamente este papel, ya con fotografía digital, primero para registrar la movilización estudiantil en Chile de 2011, y más tarde el estallido social de 2019.
Ha sido miembro del Consejo Editorial de Rocinante y colaborador para el periódico francés Le Monde diplomatique. Ha presidido la Asociación de Editores de Chile, al menos hasta 2014 en tres ocasiones. También es presidente fundador de la Coalición Chilena para la Diversidad Cultural, ha sido vicepresidente de la Federación Internacional de Coaliciones para la diversidad cultural, coordinador de la Red Hispana de la Alianza Internacional de Editores Independientes, y miembro del Observatorio del Libro y la Lectura de la Universidad de Chile.

## Obras
Fotografía
- 1986: El pan nuestro de cada día (editor, con Cono Sur)[1]
- 1996: Tierra de humo (varios autores)[6]
- 2020: Fragmentos de un despertar (con Faride Zerán)[7]

Ensayos
- 2004: Industrias culturales: un aporte al desarrollo (varios autores)[8]
- 2005: La diversidad cultural: un debate internacional, un debate en Chile (varios autores)[9]

## Reconocimientos
- 2005: Caballero de la Orden de las Artes y las letras de Francia[3]
- 2014: Oficial de la Orden de las Artes y las letras de Francia[5]